# 445
Năm 445 là một năm trong lịch Julius.

## Mất
- Bleda